# پلینویو (کارولینای شمالی)
پلینویو (به انگلیسی: Plain View) شهری در ایالت کارولینای شمالی کشور ایالات متحده آمریکا است که جمعیت آن در سرشماری سال ۲۰۱۰ میلادی، ۱٬۹۶۱ نفر بوده‌است.